# Videojuego de simulación de vida

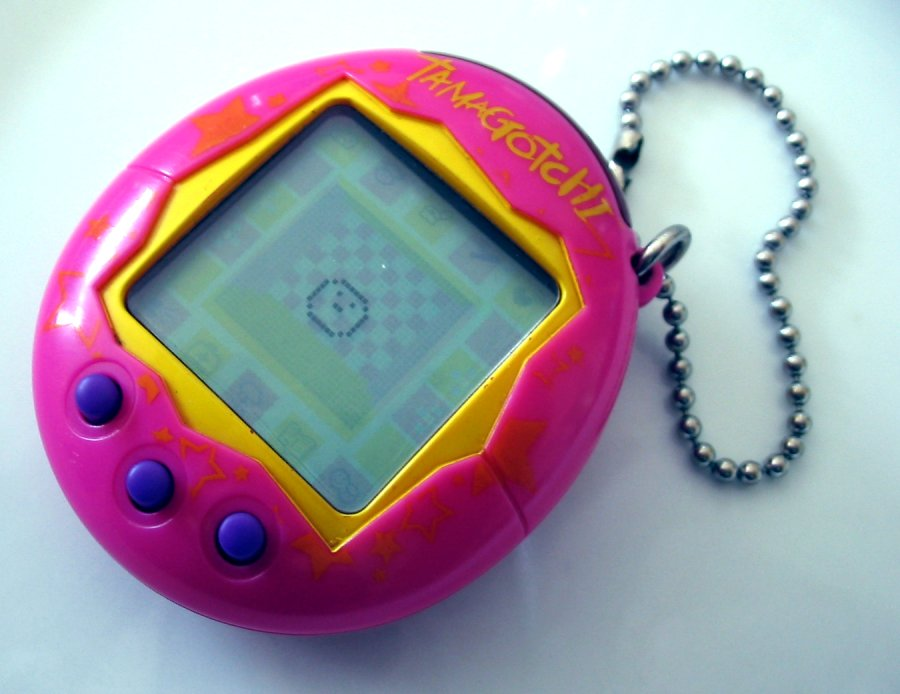
Un Tamagotchi es una mascota virtual creada por Aki Maita y comercializada por Bandai el 23 de noviembre de 1996 en Japón.

Los videojuegos de simulación de vida (también conocidos como videojuegos de vida artificial) son un subgénero de los videojuegos de simulación en los que el jugador vive o controla una o más formas de vida artificial. Un videojuego de simulación de vida puede girar en torno a individuos y relaciones, o puede ser una simulación de un ecosistema. Este género abarca los siguientes subgéneros:
- Los videojuegos de simulación biológica permiten que el jugador experimente con temáticas como genética, supervivencia o ecosistemas, a menudo en la forma de videojuegos educativos, como Spore.
- Los videojuegos de simulación de mascotas se enfocan más en la relación entre el jugador y una o más formas de vidas. Son más limitados en ambiente que los videojuegos de simulación biológica. Ejemplos destacables de este género son Tamagotchi, Pou, la saga Petz, Viva Piñata y Nintendogs.
- Los videojuegos de simulación social poseen una jugabilidad cuyo elemento principal es la interacción social entre entidades del juego. Un ejemplo de este género son Los Sims y Second Life.

## Descripción
Los videojuegos de simulación de vida tratan sobre mantener y desarrollar una población manejable de organismos. Estos videojuegos pueden presentar una población o uno o muchos organismos. Además pueden simular inteligencia animal o humana, un ejemplo de esto es el videojuego Spore.

## Subgéneros
Si bien los videojuegos de simulación de vida son un género relativamente joven, podemos encontrar varios subgéneros.

### Videojuegos de simulación biológica
Algunos videojuegos pueden simular o bien ecosistemas enteros controlados por el jugador donde los organismos pueden evolucionar (parecidos a los juegos de simulación de dios) o la vida de un animal individual cuyo rol asume el jugador (parecido a los videojuegos de rol).
Un representante típico de la variante videojuego de simulación de dios biológico es SimLife, el cual, aunque es más bien abstracto, apunta a simular ecosistemas similares a los que presenta la Tierra. Otro ejemplo es Darwinbots, un programa de inteligencia artificial todavía más abstracto, que busca simular los principios generales de la biología, pero también es usado como un juego de programación con bots que disparan similar a Robot Battle. Si bien estos dos juegos se enfocan en la simulación de la vida en sí en vez del entretenimiento y no presentan una historia ficticia o aspectos fantásticos, juegos con estos elementos se pueden encontrar en la saga Creatures y en una multitud de juegos del género tycoon (por ejemplo la saga Wildlife Tycoon o Jurassic Park: Operation Genesis). Estos, sin embargo, también intentan simular, de manera detallada y realista, el comportamiento natural de los animales, plantas, y a veces ecosistemas (como en Wildlife Tycoon) y elementos como genética y evolución (como en Creatures).
Otro grupo de videojuegos de simulación biológica buscan simular la vida de un animal individual cuyo rol el jugador asume (en vez de simular un ecosistema entero controdo por el jugador). Estos incluyen juegos como Wolf y su secuela Lion, el similar WolfQuest y la menos ambiciosa saga educativa Odell.
También, un gran número de juegos poseen temáticas biológicas o evolutivas pero no intentan reflejar de cerca la realidad de la biología o evolución. Entre estos se encuentran, dentro del género de simulación de dios, Evolution: The Game of Intelligent Life y dentro del género de rol, una multitud de software de entretenimiento como Bird Week, Eco, EVO: Search for Eden y las primeras etapas de Spore.
En Ark: Survival Evolved, se ha vuelto oficial el MOD de "Primitive", que te permite controlar a un animal, guiar su manada, reproducir y mejorar la especie.

### Videojuegos de simulación de mascotas
Los videojuegos de simulación de mascotas pueden ser simulaciones de animales reales, como la serie Petz (como Dogz, Catz o Horsez), o de fantasía como Tamagotchi. A diferencia de los videojuegos de simulación biológica, la mascota generalmente no se reproduce ni muere.
La mascota es capaz de aprender una serie de tareas. Esta calidad de una rica inteligencia distingue a las mascotas artificiales de otros tipos de inteligencias artificiales, en las cuales los individuos tienen reglas simples pero la población como un conjunto desarrolla propiedades emergentes. En las mascotas artificiales, sus comportamientos son típicamente preprogramados y no son realmente emergentes.

### Videojuegos de simulación social
Los videojuegos de simulación social exploran las interacciones sociales entre distintas vidas artificiales. El ejemplo más famoso de este género es Los Sims, el cual fue influenciado por el juego de 1985 para Commodore 64 Little Computer People.

### Videojuegos de simulación de hormigas
Los videojuegos de simulación de hormigas se caracterizan por simular la actividad de las hormigas una vez organizadas en colonias y por mostrar claramente el rol de cada una de ellas y como su buen cumplimiento beneficia a la colonia a la que pertenece.
El principal desafío de este tipo de videojuegos de simulación es el de manejar exitosamente una colonia de hormigas.
También existen videojuegos de estrategia en tiempo real que usan a las hormigas proporcionándoles un territorio donde abastecerse, aumentar la población y entrenar y construir milicia para derrotar a las colonias de hormigas vecinas.

#### Videojuegos destacables
- SimAnt
- Magnant
- Antdom
- Ark: Survival Evolved (con el MOD Primitive)
- Empires of the Undergrowth

## Ejemplos

### Simuladores biológicos
- Bird Week: un juego simple para NES donde el jugador asume el rol de un ave que debe alimentar a su cría.
- La serie Creatures: creada por Creature Labs/Gameware Development.
- Wolf: simula la vida de un lobo.
- Lion: la secuela del juego Wolf; simula la vida de un león.
- Odell Lake y Odell Down Under: juegos educativos simples sobre vida acuática y cadenas alimenticias.
- Science Horizons Survival: un antiguo juego que también enseña sobre cadenas alimenticias.
- SimAnt: un juego de Maxis que permite al jugador asumir el control de una colonia de hormigas.
- SimEarth.
- SimLife: otro juego de Maxis el cual experimenta con genética y ecosistemas.
- Seaman: un juego de mascotas virtuales que simula el crecimiento de un pez parlante con una cara humana a una criatura similar a una rana.
- InZOI - un próximo juego de simulación de vida, desarrollado por Krafton.
- Ark: Survival Evolved: con el MOD "Primitive", puedes controlar a un animal y a su manada, y reproducir y evolucionar la especie.
- Empires of the Undergrowth: un juego que simula con mucho realismo la vida de las hormigas, toma el control de una pequeña colonia y expande tu "imperio".

### Simuladores sociales
- Alter-Ego: un juego de personalidades lanzado por Activision en 1986.
- La serie Animal Crossing: una saga de juegos simulación de vida por Nintendo.
- Eccky: creado por Media Republic.
- La serie The Harvest Moon: creada por Natsume, es un simulador de agricultura, juego de rol y simulador de citas todo en uno.
- Jones in the Fast Lane: creado por Sierra Entertainment, es uno de los primeros juegos de simulación de vida.
- Kudos: creado por Positech Games, es un juego de simulación de vida por turnos desarrollado independientemente para PC.
- Little Computer People: creado por David Crane, publicado por Activison para Apple II y Commodore 64 en 1985.
- Money game: un juego de simulación de vida para NES acerca de altas finanzas.
- The Money Game II: Kabutochou no Kiseki: la secuela a Money Game.
- My Life My Love: Boku no Yume: Watashi no Negai: un juego de simulación de vida para NES.
- Persona 3: Juego RPG con elementos de simulador social, y Persona 4 su continuación también siguió su mismo estilo adaptándose a controlar la vida diaria del personaje, incluso relacionarse con los compañeros de clase y gente del exterior de la escuela.
- La serie Princess Maker: creada por Gainax, es un simulador en el cual el jugador tiene que criar una hija adoptiva hasta que alcance la adultez. El resultado final varía de una reina a una ama de casa, o incluso una prostituta si el jugador no la cuida adecuadamente.
- Real Lives: un simulador de vida educativo creado por Educational Simulations donde el jugador nace en un lugar al azar en el mundo y a menudo debe lidiar con dificultades del tercer mundo tales como enfermedades, desnutrición y guerra civil.
- Second Life: un simulador de vida masivo multijugador.
- Los Sims: creado por Will Wright, publicado por Electronic Arts para PC en el 2000, y sus secuelas Los Sims 2 (2004) Los Sims 3 (2009) y Los Sims 4  (2014).
- THE iDOLM@STER Dearly Stars: creada por Namco, es un simulador en donde una niña se convierte en una idol, efectuando conciertos, ensayando o haciendo propaganda.
- True Love: un simulador de citas erótico japonés de 1994, es único en el género por ser también un simulador de vida general donde el jugador debe manejar las actividades cotidianas del personaje, tales como estudiar, hacer ejercicio, y trabajar.
- La serie Virtual Villagers: creada por Last Day of Work.
- Moon RPG Remix Adventure: un RPG social lanzado únicamente en Japón, creado por el mismo diseñador de Lack of Love y GiFTPiA.